# 28. јануар
28. јануар је двадесет осми дан у години у Грегоријанском календару. 337 дана (338 у преступним годинама) остаје у години после овог дана.

## Догађаји
- 98 — Трајан наслеђује свог усвојеног оца Нерву као римски император, под његовом владавином Римско царство ће достићи највеће границе.
- 1077 — Укинута је екскомуникација Хајнриха IV након његовог покајничког пута у Каносу.
- 1393 — Француски краљ Шарл VI Луди је замало избегао смрт када је током једног бала костиме неколико играча захватила ватра.
- 1573 — Почела велика хрватско-словеначка сељачка буна под вођством Матије Гупца. Побуна у крви угушена 9. фебруара, а њен вођа заробљен и после неколико дана умро од последица мучења.
- 1573 — Потписане су одредбе Варшавске конфедерације, којим је дозвољена слобода вероисповести у Пољској.
- 1689 — Енглески парламент објавио абдикацију краља Џејмса II, који је био присиљен на напусти престо због покушаја да врати католицизам у Енглеску.
- 1724 — Петар Велики је основао Руску академију науке и уметности у Санкт Петербургу. Била је знана као Санкт Петерзбуршка академија науке до 1917.
- 1813 — Гордост и предрасуда је први пут објављена у Уједињеном Краљевству.
- 1820 — Руска експедиција предвођена Фабијаном Готлибом фон Белингсхаузеном и Михаилом Лазаревом открива Антарктик, приближивши се антарктичкој обали.
- 1846 — На балу у Бечу први пут изведен „Српски квадрил“, дело које је Јохан Штраус млађи компоновао по налогу кнеза Милоша Обреновића.
- 1871 — Француска „Влада народне одбране“, која је формирана у Паризу по свргавању Наполеона III и проглашења републике, прихватила капитулацију у рату с Пруском, у ком је француска војска тешко поражена.
- 1878 — У Њу Хејвену у САД пуштена у рад прва телефонска централа, две године пошто је Александер Грејем Бел патентирао телефон.
- 1909 — Америчке трупе су напустиле Кубу са изузетком базе Гвантанамо где су се налазили од краја Шпанско-америчког рата.
- 1915 — Одлуком америчког Конгреса створена је Обалска стража САД као један од огранака Оружаних снага САД.
- 1932 — Јапанске снаге нападају Шангај.
- 1935 — Исланд постао прва земља у којој је легализован побачај.
- 1958 — Компанија Лего је патентирала дизајн својих коцки, које су компатибилне и са данашњим издањима.
- 1965 — Тренутну верзију заставе Канаде је усвојио канадски парламент.
- 1985 — Супергрупа САД за Африку снима хит сингл We Are the World да би сакупила новац за помоћ гладнима у Етиопији.
- 1986 — У експлозији америчког васионског шатла „Чаленџер“, 72 секунде после лансирања из Кејп Каневерала, погинуло свих седам астронаута.
- 1994 — Три италијанска новинара убијена у Мостару, у Зеници убијен један Британац, два тешко рањена. Британци били службеници агенције за достављање хуманитарне помоћи у Босни.
- 1995 — У најкрвавијем сукобу од почетка насиља исламских екстремиста у Египту погинуло 14 екстремиста, два полицајца и два пролазника која су се нашла у унакрсној ватри.
- 1997 — У Алжиру на препуној пијаци у близини главног града у експлозији бомбе погинуло 15, рањено најмање 30 људи.
- 1998 — У Индији на смрт осуђено свих 26 оптужених за учешће у завери и убиству бившег премијера Раџива Гандија.
- 2002 — У Београду одржана прва седница Међудржавне комисије за утврђивање граница и припрему уговора о државној граници између Југославије и Хрватске.
- 2006 — Урушавање крова у Катовицама 2006., број мртвих је 67, а рањених преко 170

## Рођења
- 1457 — Хенри VII Тјудор, енглески краљ (1485—1509). (прем. 1509)[1]
- 1540 — Лудолф ван Цојлен, холандско-немачки математичар. (прем. 1610)[2]
- 1600 — Папа Климент IX (прем. 1669)[3]
- 1611 — Јохан Хевелије, пољски астроном. (прем. 1687)[4]
- 1717 — Мустафа III, отомански султан (1757—1774). (прем. 1774)[5]
- 1812 — Илија Гарашанин, српски државник. (прем. 1874)[6]
- 1841 — Хенри Мортон Стенли, велшки истраживач и новинар. (прем. 1904)[7]
- 1853 — Хосе Марти, кубански књижевник, политичар и револуционар. (прем. 1895)[8]
- 1857 — Стојан Протић, српски политичар и публициста. (прем. 1923)[9]
- 1898 — Милан Коњовић, српски сликар. (прем. 1993)[10]
- 1923 — Иво Робић, хрватски певач, пионир југословенске поп музике. (прем. 2000)[11]
- 1936 — Алан Алда, амерички глумац, редитељ, сценариста, комичар и писац.[12]
- 1943 — Миодраг Андрић, српски глумац. (прем. 1989)[13]
- 1948 — Михаил Баришњиков, руско-амерички балетан и глумац.[14]
- 1948 — Добрила Стојнић, српска глумица.[15]
- 1949 — Грег Попович, амерички кошаркашки тренер.[16]
- 1952 — Драган Швракић, српски психијатар, академик и ван радни члан Одељења медицинских наука Српске академије наука и уметности.[17]
- 1955 — Никола Саркози, француски политичар, 23. председник Француске.[18]
- 1957 — Мирјана Карановић, српска глумица, редитељка и сценаристкиња.[19]
- 1968 — Раде Милутиновић, српски кошаркаш.
- 1969 — Кетрин Морис, америчка глумица.[20]
- 1973 — Катарина Кресал, словеначка правница и политичарка.[21]
- 1978 — Ђанлуиђи Буфон, италијански фудбалски голман.[22]
- 1978 — Џејми Карагер, енглески фудбалер.[23]
- 1979 — Бранислав Крунић, босанскохерцеговачки фудбалер и фудбалски тренер.[24]
- 1981 — Елајџа Вуд, амерички глумац и продуцент.[25]
- 1982 — Микаел Гигу, француски рукометаш.[26]
- 1982 — Омар Кук, америчко-црногорски кошаркаш.[27]
- 1984 — Андре Игодала, амерички кошаркаш.[28]
- 1985 — Славица Ћуктераш, српска певачица.[29]
- 1986 — Тадија Драгићевић, српски кошаркаш.[30]
- 1993 — Ричмонд Боаћи, гански фудбалер.[31]
- 1993 — Вил Полтер, енглески глумац.[32]
- 1994 — Џоел Боломбој, руско-амерички кошаркаш.
- 1994 — Малума, колумбијски музичар.[33]
- 1996 — Милан Гајић, српски фудбалер.[34]
- 1997 — Бојан Кнежевић, хрватски фудбалер.[35]
- 2000 — Душан Влаховић, српски фудбалер.[36]

## Смрти
- 814 — Карло I Велики, франачки краљ и цар Светог римског царства (* 742)[37]
- 1547 — Хенри VIII, енглески краљ (* 1491)[38]
- 1596 — Френсис Дрејк, енглески гусар и адмирал (* 1540)[39]
- 1939 — Вилијам Батлер Јејтс, ирски песник и драмски писац (* 1865)[40]
- 2001 —
  - Ранко Маринковић, српски књижевник. (* 1913)[41]
  - Боривоје Симић, диригент и композитор, диригент и руководилац Хора РТБ-а. (* 1920)[42]
- 2002 — Астрид Линдгрен, шведска књижевница.  (* 1907)[43]
- 2003 — Милош Милутиновић, фудбалер и тренер. (* 1933)[44]
- 2006 — Душко Трифуновић, српски књижевник, песник и телевизијски аутор. (* 1933)[45]
- 2012 — Зоран Јовановић, боксер, вицешампион Европе. (* 1950)[46]
- 2017 — Џон Харт, британски глумац. (* 1940)[47]
- 2021 — Паул Круцен, холандски хемичар. (* 1933)[48]

## Празници и дани сећања
- Српска православна црква слави:
  - Преподобног Павла Тивејског
  - Преподобнг Јована Кушчника
  - Преподобног Гаврила Лесновског
  - Светог мученика Пансофија
- Дан војске (Јерменија)
- Дан заштите података